# Sóc bay nhanh
Sóc bay nhanh, tên khoa học Petinomys sagitta, là một loài động vật có vú trong họ Sóc, bộ Gặm nhấm. Loài này được Linnaeus mô tả năm 1766.